# Katie Lou Samuelson
Katie Lou Samuelson (Fullerton, 13 giugno 1997) è una cestista statunitense con cittadinanza britannica, professionista nella WNBA.
È la sorella di Karlie Samuelson.

## Carriera
È stata selezionata dalle Chicago Sky al primo giro del Draft WNBA 2019 (4ª scelta assoluta).

## Palmarès
- Naismith Prep Player of the Year (2015)